# オーア (紋章学)

左半分が色彩による表現。右半分がペトラ・サンクタの手法による表現。

オーア（英: 仏: 古仏: Or）は、紋章学における金色を表すティンクチャーであり、「金属色 (metals) 」と呼ばれる種類のティンクチャーに属する。なお、ティンクチャーとは紋章学における紋様の要素である原色・金属色・毛皮模様の総称である。オーアは、極めて頻繁に黄色としても描かれ、通常黄色で金色を置き換え可能であると見なされている。
古典的な白黒の印刷物や硬貨の刻印をはじめとする彫刻では色を表すことができないため、ペトラ・サンクタの方法 (System of Petra Sancta) と呼ばれる手法では、オーアは点のパターンを用いて表されるか、さもなくば or. という文字、又は o. という省略形で示されることがある。

## 解説

### 語源
オーアという言葉は、元素記号の「 Au 」と同様にラテン語で「金」を意味する aurum に由来する。これが古フランス語（資料によっては中期フランス語）に取り入れられ、その後中英語にも取り入れられた。

### 記述
紋章記述の中で時折「ゴールド」が「オーア」の代わりに使われているが、これは紋章記述の中で Or という言葉が繰り返されるのを防ぐためか、その紋章記述が最初に書きとめられた時にこの代用が流行していたためか、あるいは当時の紋章官によって好まれたためかのいずれかの理由によるものと考えられている。オーアは接続詞の「or」と混同しないために頭文字が大文字でつづられていることも頻繁にある。
オーアは、次のものを表現するとされる。
- トパーズ（宝石）
- 太陽（天体）
- 金（金属）
- 勇気と名誉（道徳的美点）

### 金の変色

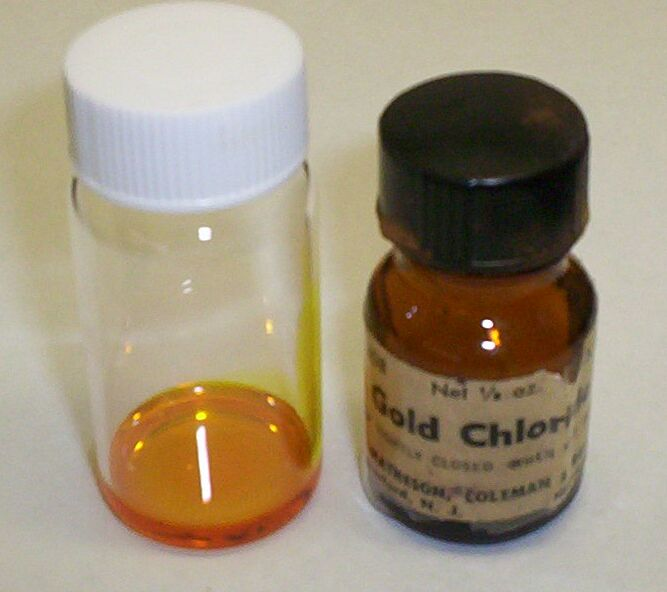
（参考）塩化金(III) 溶液。黄色というよりも濃いオレンジ色をしている

歴史上のいくつかの紋章ではオーアの表現において金箔が用いられていたこともあり、オーアを適用すべき盾の部分に貼り付けられていた。しかし、この金箔を貼った部分は、何百年という時間を経るうちに変色し、赤みを帯びてくる。その結果、元々はオーアを意図していた領域であったのか、元から原色のギュールズやテニーを意図していた領域であったのかを識別することが困難になることがある。このような状況では、オーアは通常、原色の隣りの領域に適用されているので、金箔が赤くなることで原色の隣りに更に原色である赤や橙があるように見えてしまい、ティンクチャーの原則に違反しているように見誤らせてしまう。紋章学では、戦場で個人を特定するという当初の目的から遠くからでも見分けられる視認性が重視されており、視認性を低下させる原色の隣りに原色又は金属色の隣りに金属色という配置は原則として禁じられている。

### 適用例

#### 有名な違反

エルサレム王の紋章

金属色に金属色を重ねてはならないという原則が守られていない例を右に示す。これはエルサレム王の紋章だが、銀地（アージェント）に金色（オーア）の十字が描かれている。紋章学で必ずと言って良いほど引き合いに出される典型的で有名な違反である。原則が守られていないことは誰の目にも明らかだが、原則が定められる前にこの紋章が作られていたため、特例として認められている。原則はあるものの、紋章学ではこのような例外がいくつかある。